# Магнитогорский театр оперы и балета
Магнитого́рский теа́тр о́перы и бале́та — государственный музыкальный театр Магнитогорска. Является самым молодым из трех театров города.

## История

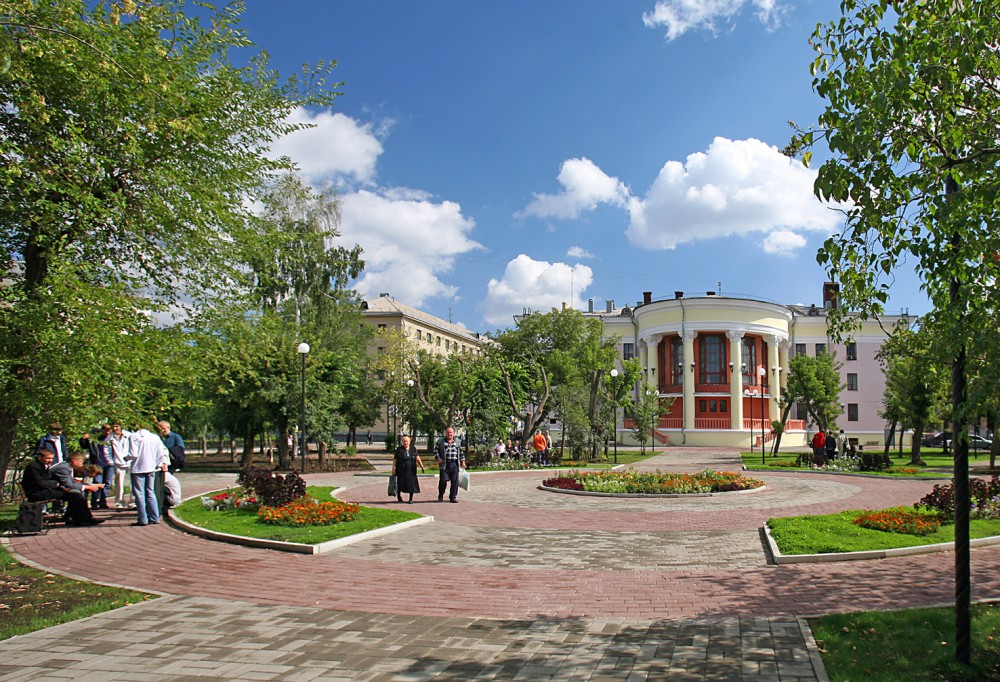
Магнитогорский театр оперы и балета.

Муниципальный музыкальный театр был открыт в 1996 году в здании Дворца культуры им. Ленинского комсомола.
В 1997 году музыкальный театр был преобразован в Театр оперы и балета. Открытие  состоялось 22 апреля 1998 года оперой «Кармен» Ж. Бизе (в режиссуре Виктора Шраймана).
С 2007 года в театре проходит международный фестиваль оперного искусства  «Вива, опера!», благодаря которому магнитогорские зрители могут познакомиться с искусством звёзд отечественного и зарубежного оперного искусства. Фестиваль – это возможность творческого сотрудничества с лучшими театрами России и других стран, активного культурного обмена.

### Бывшие члены труппы
В разное время в Магнитогорском театре оперы и балета работали:
- Якупов, Александр Николаевич (художественный руководитель, дирижёр)
- Заварзина, Наталья (вокалистка, сопрано)

### Лучшие премьеры прежних лет
- 1998 — «Кармен» Ж. Бизе (реж. В. Шрайман)
- 1999 — «Пиковая дама» П. Чайковского

## Творческий состав

### Руководители
- Директор — Кожевников Илья Сергеевич
- Главный дирижёр — Нам Эдуард Вилорьевич
- Дирижёр — Воробьёв Сергей Петрович
- Главный хормейстер — Пожидаева Татьяна Яковлевна
- Хормейстер — Федотова Светлана Викторовна
- Хормейстер — Буньков Георгий Алексеевич
- Режиссёр  —  Игорь Сывороткин
- Режиссёр  —  Владимир Аркадьевич Полторак
- Главный балетмейстер ─ Геннадий  Бахтерев

## Зав. труппой
- Алевтина Викторовна Адаменко

## Репертуар
- «Кармен» (опера Ж. Бизе)
- «Евгений Онегин» (опера П. Чайковского)
- «Пиковая дама» (опера П. Чайковского)
- «Тысяча и одна ночь» (балет Ф. Амирова)
- «Травиата» (опера Дж. Верди)
- «Мадам Баттерфлай» («Чио-Чио-сан») (опера Дж. Пуччини)
- «Царская невеста» (опера Н. А. Римского-Корсакова)
- «Алеко» (опера С. В. Рахманинова)
- «Паяцы» (опера Р. Леонкавалло)
- «Сельская честь» (опера П. Масканьи)
- «Весёлая вдова» (оперетта Ф. Легара)
- «Принцесса цирка» («Мистер Икс») (оперетта И. Кальмана)
- «Летучая мышь» (оперетта И. Штрауса)
- «Багдадский вор» (мюзикл Д. Тухманова, Ю. Энтина)
- «Прощай, Харон!» (зонг-фантазия Г. Молебновой)
- «Плутовской роман или Женитьба Фигаро» (мюзикл Колмановского)
- «Новый год и Чёрный кот» (сказка С. Сметанина)
- «Огниво» (сказка С. Горковенко)
- «День рождения кота Леопольда» (сказка А. Хайта)
- «Золотой цыплёнок» (сказка В. Улановского)
- «Ищи ветра в поле» (сказка С. Приходько)
- "Пиковая дама" (версия 2019 года) (опера П. Чайковского)
- "Иоланта" (опера П. И. Чайковского)
- "Севильский цирюльник" (опера Дж. Россини)
- " Служанка-госпожа" (одноактная опера Дж. Перголези)
- "Письма любви" (моноопера В. Губаренко )
- "Ожидание" (моноопера М.Таривердиева)
- "Медведь"(одноактная опера-шутка В. Ходоша)
- "Сильва" (оперетта И. Кальмана)
- "Кошка, превратившаяся в женщину" (оперетта Ж. Оффенбаха)
- "Марица" (оперетта И.Кальмана)
- "Белая акация" (оперетта И.Дунаевского)
- "Тётка Чарлея" (мюзикл О. Фельцмана)
- "Мужчина её мечты" (мюзикл В. Колло)
- «Парижские тайны» (мюзикл, К. Брейтбург, Е. Муравьёв)

Для детей:
- Н. Гончарова "У Лукоморья"
- Самойлов "Аленький цветочек"
- С. Сметанин "Где Гарри Поттер?"
- М. Дунаевский "Летучий корабль"
- Мультконцерт "Происшествие в Мультляндии"
- Д. Батин "Малахитовая шкатулка"
- "В Новый год по Млечному пути"
- Мультконцерт 2 "Расследование на киностудии или месть Мультожора"
- "Чудеса в подлёдном царстве" — аква-фантазия
- "Дорога прекрасна, когда безопасна" — детский мюзикл
- "Ладушки, ладушки! Cказки доброй бабушки" музыкальная сказка для самых маленьких зрителей"
- А. Семёнов "Карлсон, который живёт на крыше"
- "Мур-киз де ля Кот" — мюзикл для семейного просмотра
- Евгений Муравьев, Егор Шашин "Волшебная тайна Бабы-Яги"
- К. Хачатурян "Приключения Чиполлино" (балет)